# Công viên La Villette

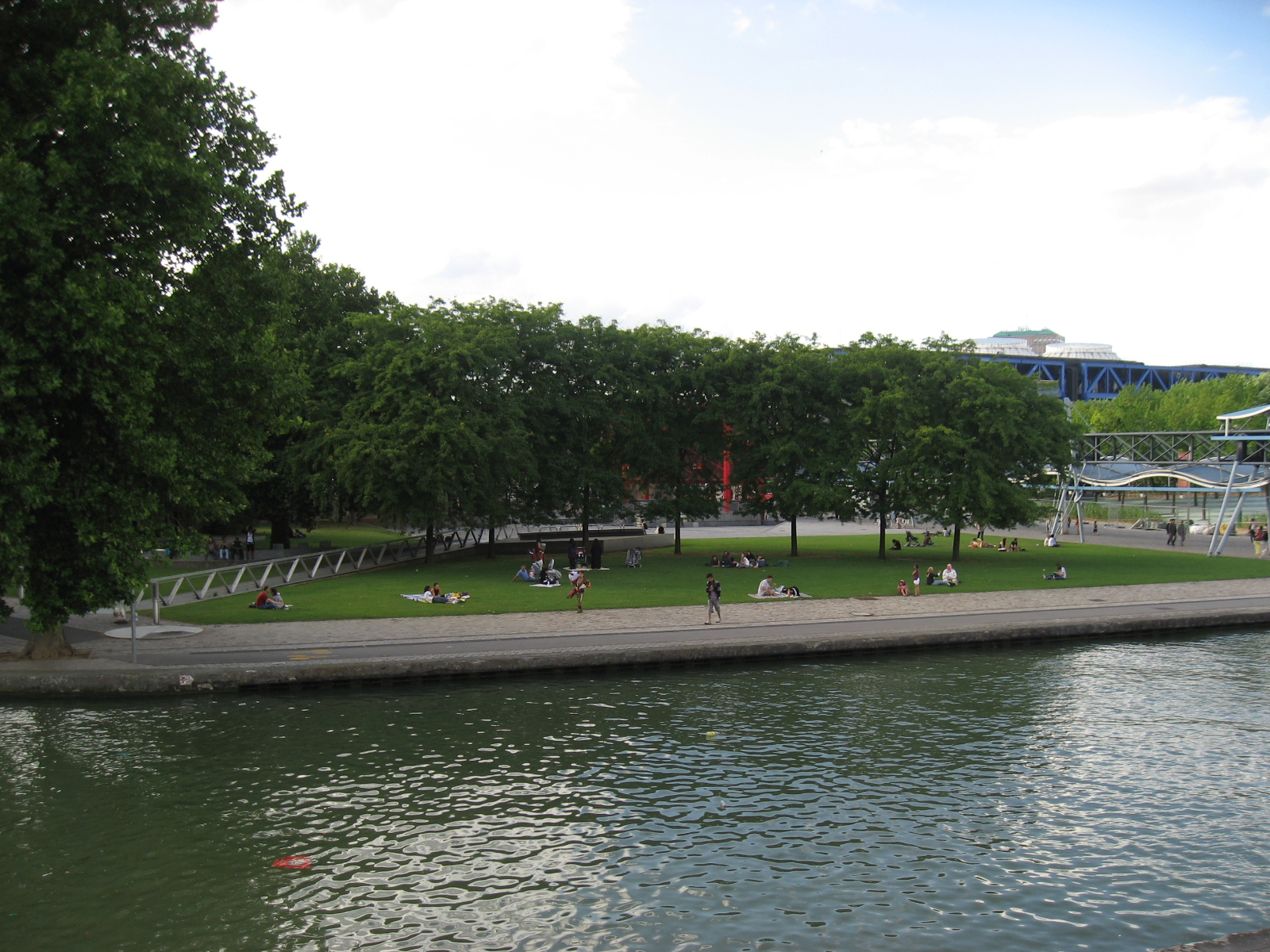

Công viên La Villette nằm ở quận 19 là công viên lớn nhất của thủ đô Paris, Pháp với diện tích là 55.5 ha, (137 acres), (diện tích không gian cây xanh lớn nhất của Paris là Nghĩa địa Père-Lachaise). Công trình được xây dựng vào năm 1985, hoàn thành năm 1991.

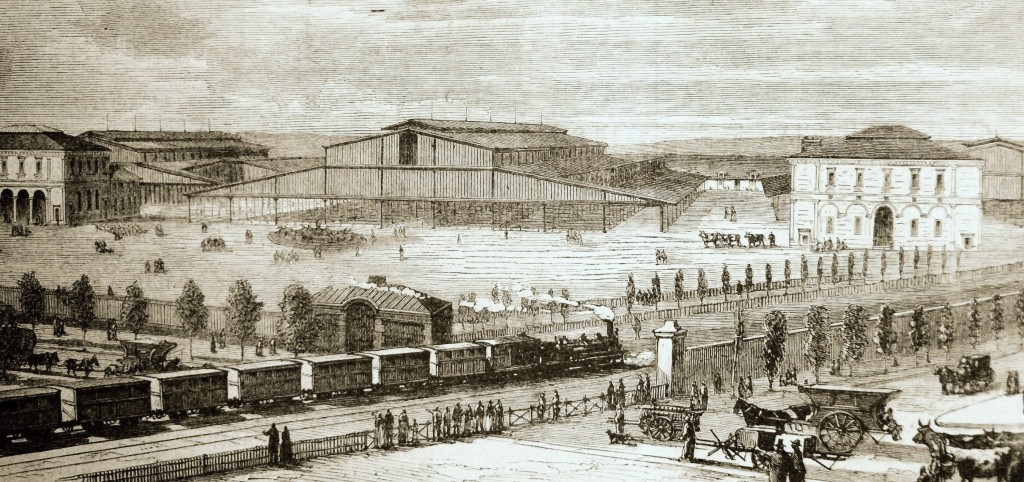
Khai trương năm 1867

Lịch sử của công viên bắt đầu từ năm 1867, dưới quyết định của Napoléon III. Năm 1974, dự án "Thành lập công viên công cộng La Villette" bắt đầu. Nhiệm vụ của dự án là tái sử dụng khu diện tích đất công nghiệp bị bỏ hoang này thành một công viên độc nhất vô nhị. Dự án này lớn đến mức người ta mở một cuộc thi kiến trúc quốc tế vào năm 1982 với tổng số 460 nhóm dự thi từ 41 quốc gia tham dự. Người thắng cuộc là kiến trúc sư Bernard Tschumi, một kiến trúc sư theo trường phái giải tỏa kết cấu. Đồ án của ông đã thỏa mãn ba yêu cầu đặt ra: tính nghệ thuật, tính văn hóa, và tính đại chúng.
Công trình được coi là hình mẫu điển hình của kiến trúc công viên thế kỷ 20.
Đặc điểm cơ bản của công viên là tầm nhìn không bị ngắt quãng suốt dọc từ bắc xuống nam. Xương sống của công viên là lối đi dạo dài 3 km với gian triển lãm ngoài trời phủ tôn đỏ lượn sóng nối suốt dọc từ cổng La Villette đến cổng Pantin. Hai bên lối đi dạo là 10 khu vườn được thiết kế theo các chủ đề khác nhau. Đây cũng là các không gian sân chơi hoặc nhà hát ngoài trời. Một hệ thống các công trình màu đỏ chạy khắp công viên được mang tên "Sự điên rồ" (Folies) dung hòa giữa yêu cầu vui chơi giải trí và các hoạt động văn hóa. Ngoài ra, có rất nhiều các tác phẩm điêu khắc ngộ nghĩnh và thú vị được đặt trong công viên. Hàng năm, thành phố Paris tổ chức khoảng chừng 16 cuộc hoạt động văn hóa trong công viên với khoảng 1500 nghệ sĩ và 600 các tiết mục biểu diễn.
Với diện tích khoảng 88000 m2 bãi cỏ, 60 loại cây khác nhau với tổng số khoảng 3220 cây, 160 trò chơi cho trẻ em và 35 km bờ kênh và nhiều phòng trưng bày, người ta ước tính chừng khoản 3,2 triệu khách đến công viên mỗi năm. Công viên La Villette mở cửa hàng ngày từ 6:00 a.m. đến 1:00 a.m.

## Các điểm tham quan

Bản đồ công viên.

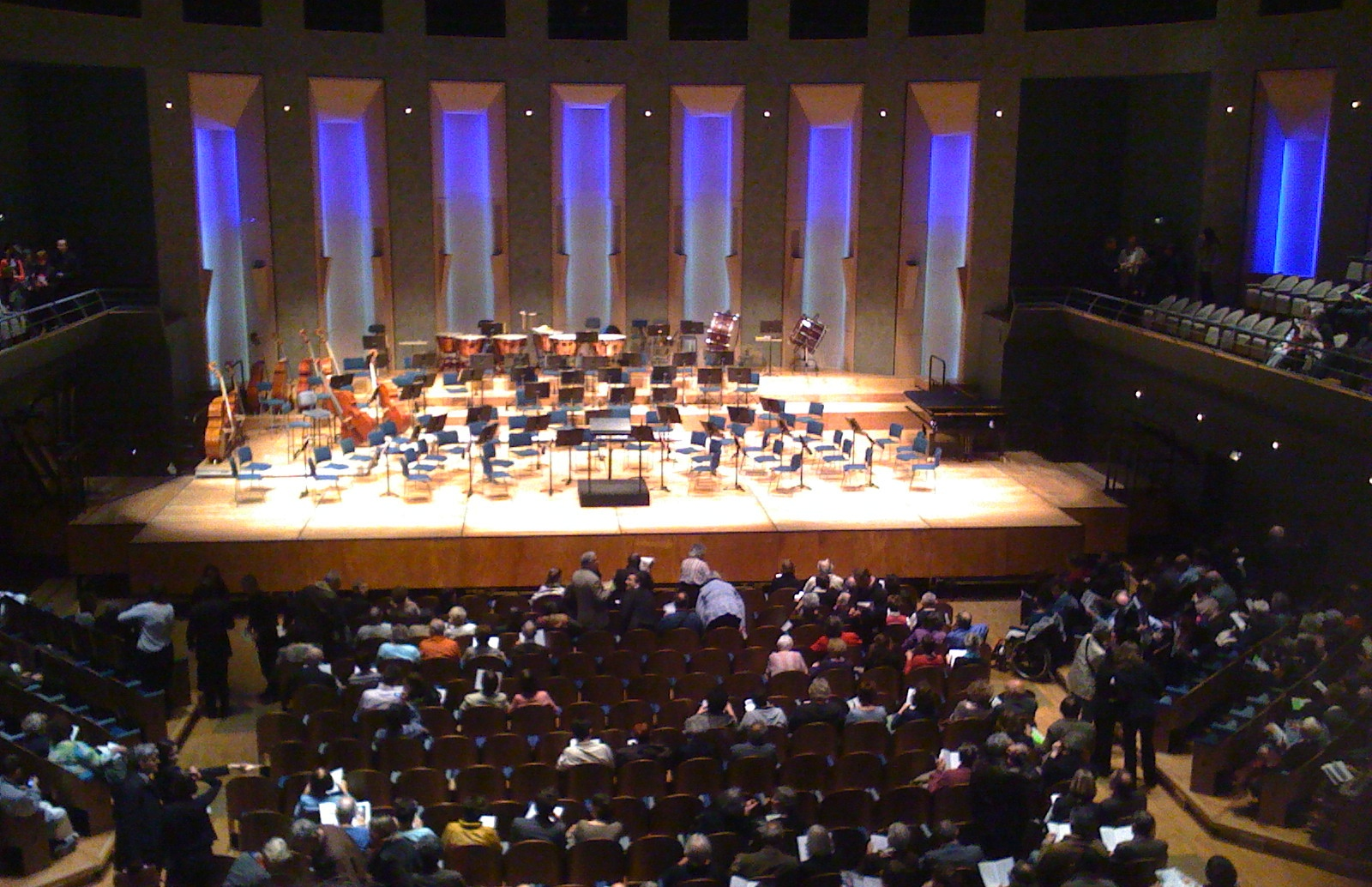
Nhà hát bên trong Cité de la musique

La Geode

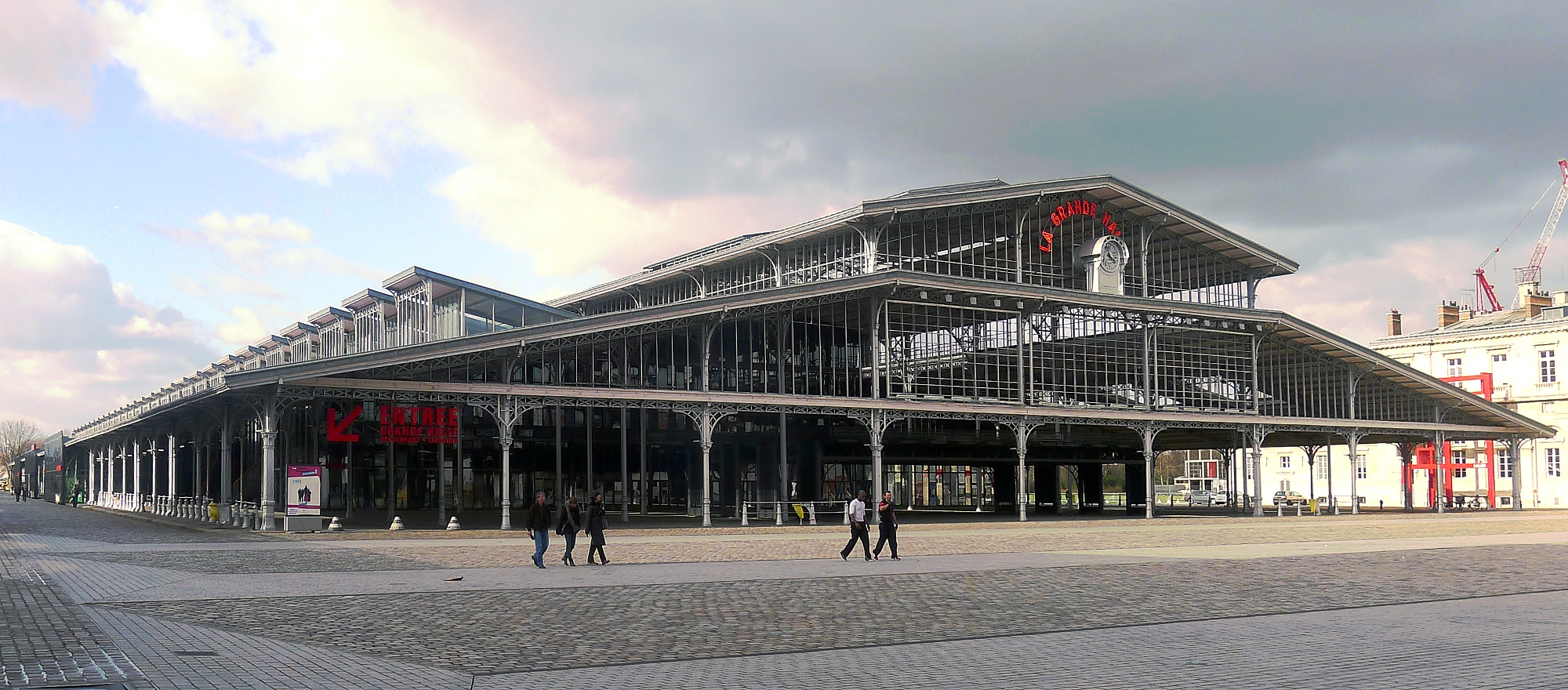
Grande halle de la Villette

Các nhà bảo tàng trong công viên, phòng hòa nhạc, sân khấu biểu diễn trực tiếp, và nhà hát, cũng như sân chơi cho trẻ em, và 35 kiến trúc phá cách. Chúng bao gồm:
- Cité des sciences et de l'industrie (Thành phố khoa học và công nghiệp), bảo tàng khoa học lớn nhất ở châu Âu;
- La Geode, một rạp chiếu phim IMAX bên trong của một nhà mái vòm với đường kính 36 mét (118 ft);
- Cité de la musique (Thành phố âm nhạc), một bảo tàng nhạc cụ lịch sử với một phòng hòa nhạc, và Nhạc viện Paris (Conservatoire de Paris);
- Le Zénith, một nhà hát với 6.300 chỗ ngồi;
- Cabaret Sauvage, một sân khấu nhỏ linh hoạt với 600 đến 1.200 chỗ ngồi;
- Le Trabendo, một địa điểm hiện đại cho pop, rock, nhạc dân gian, và jazz với 700 chỗ ngồi;
- Le TARMAC (tên cũ: Théâtre de l'Est Parisien), địa điểm cho nghệ thuật thế giới và múa hát của các đoàn lưu diễn từ các quốc gia thuộc "Cộng đồng Pháp ngữ (La Francophonie)";
- Le Hall de la Chanson (tại Pavillon du Charolais), sân khấu dành riêng cho bài hát tiếng Pháp với 140 chỗ ngồi;
- WIP Villette, "Work In Progress-Maison de la Villette", một không gian dành riêng cho nền văn hóa Hip-Hop, sân khấu xã hội, sáng tạo tác phẩm nghệ thuật, và văn hóa tự do;
- Espace Chapiteaux, một không gian 4200 m² cố định trong một cái lều dành cho xiếc hiện đại và công ty du lịch;
- Pavillon Paul-Delouvrier, một không gian sang trọng dành cho các hội nghị, hội thảo và sự kiện xã hội, được thiết kế bởi Oscar Tusquets;
- Théâtre Parc-Villette, một sân khấu nhỏ với 211 chỗ ngồi;
- Cinéma en plein air, một rạp chiếu phim ngoài trời, địa điểm của một liên hoan phim hàng năm;
- Grande halle de la Villette, nguyên là một lò mổ, nhà máy gang và thủy tinh lịch sử và hiện nay là nơi tổ chức các hội chợ, sự kiện lễ hội văn hóa, và các chương trình khác;
- Centre équestre de la Villette, trung tâm đua ngựa với nhiều sự kiện quanh năm;
- Philharmonie de Paris, một phòng giao hưởng mới với 2.400 chỗ ngồi để trình diễn các tác phẩm với dàn nhạc, jazz, và âm nhạc thế giới, được thiết kế bởi Jean Nouvel, khai trương từ tháng 1 năm 2015.

## Hình ảnh

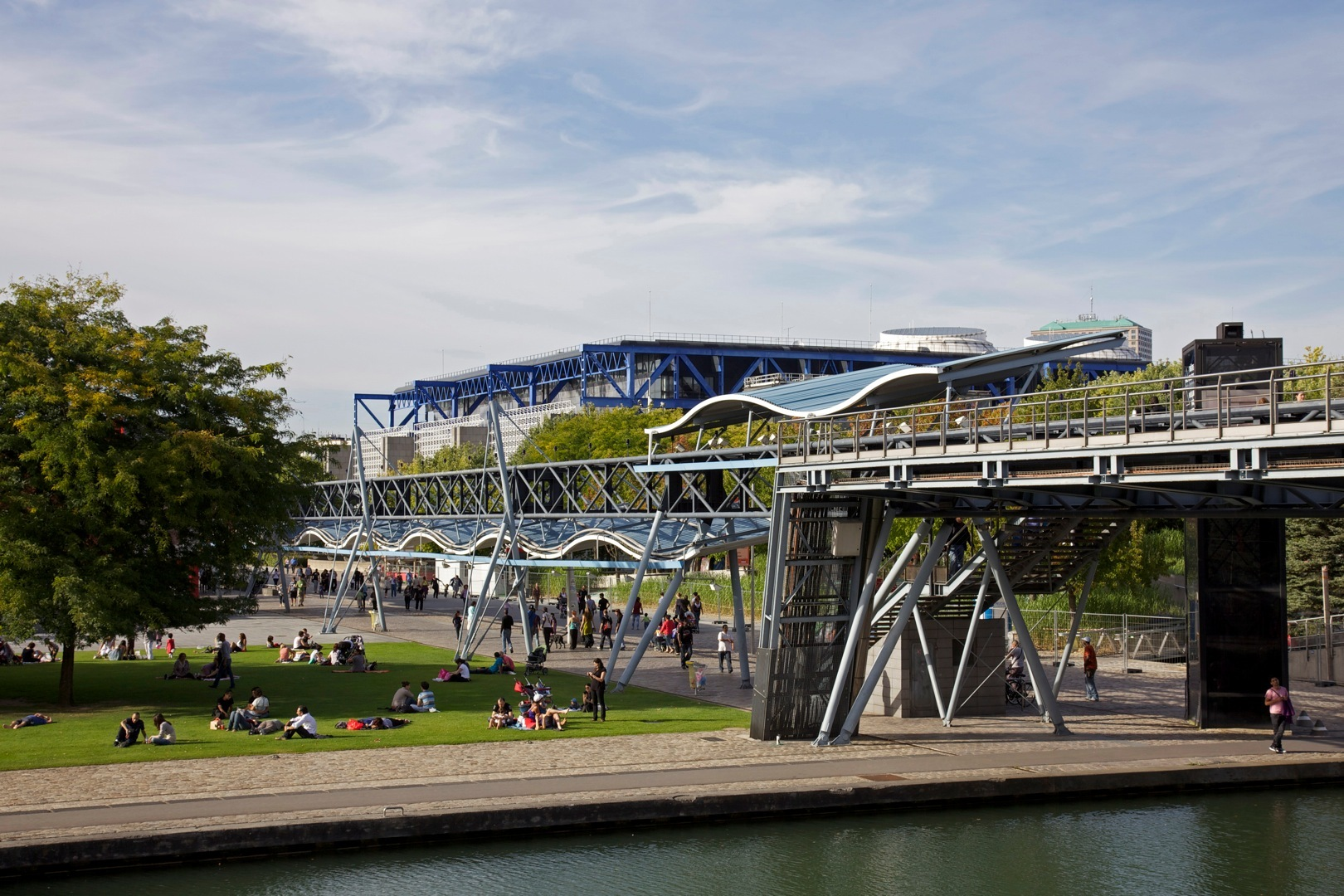
la cité des Sciences et de l'Industrie au bord du canal de l'Ourcq
Le ZénithLe Zénith
Philharmonie de ParisPhilharmonie de Paris
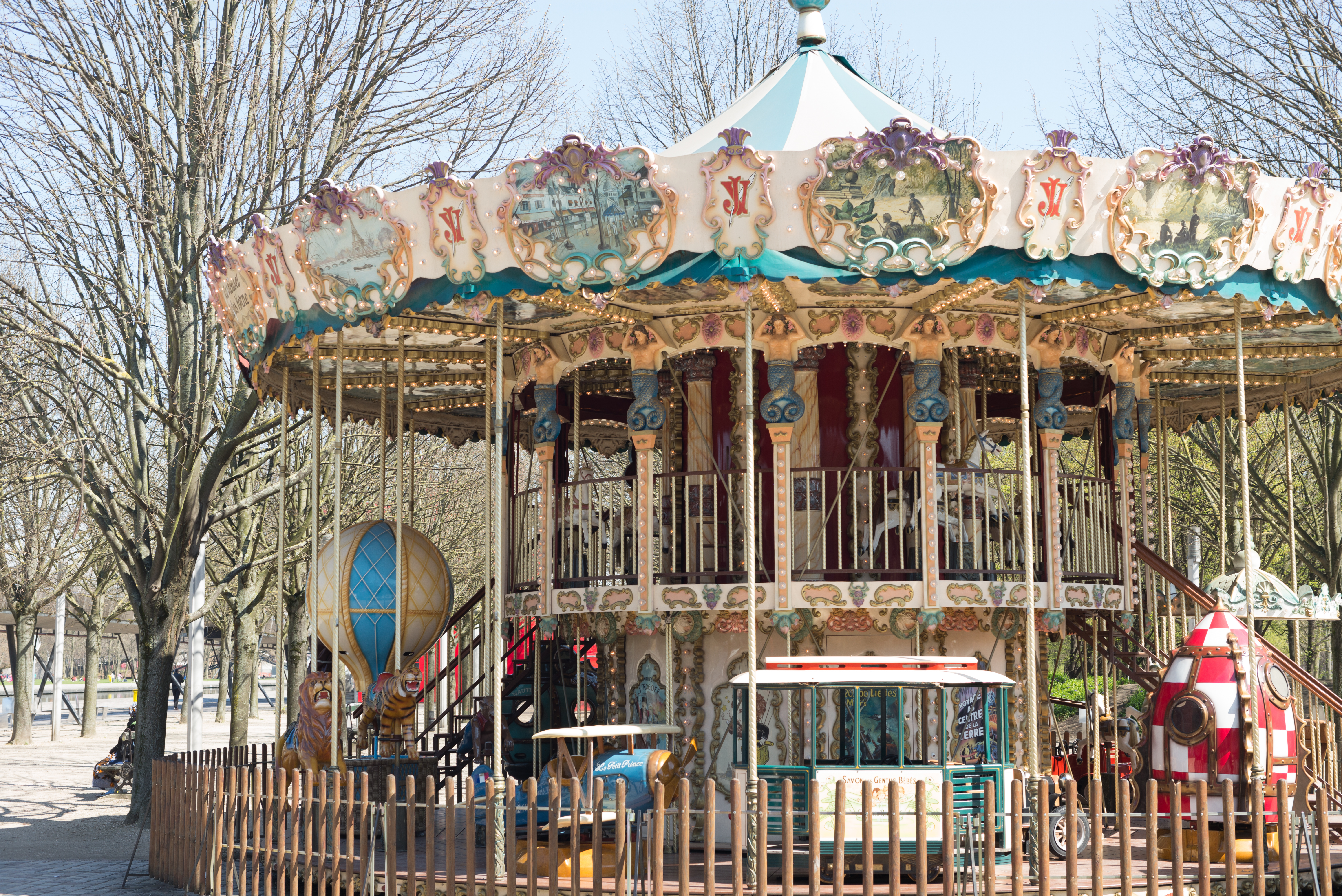
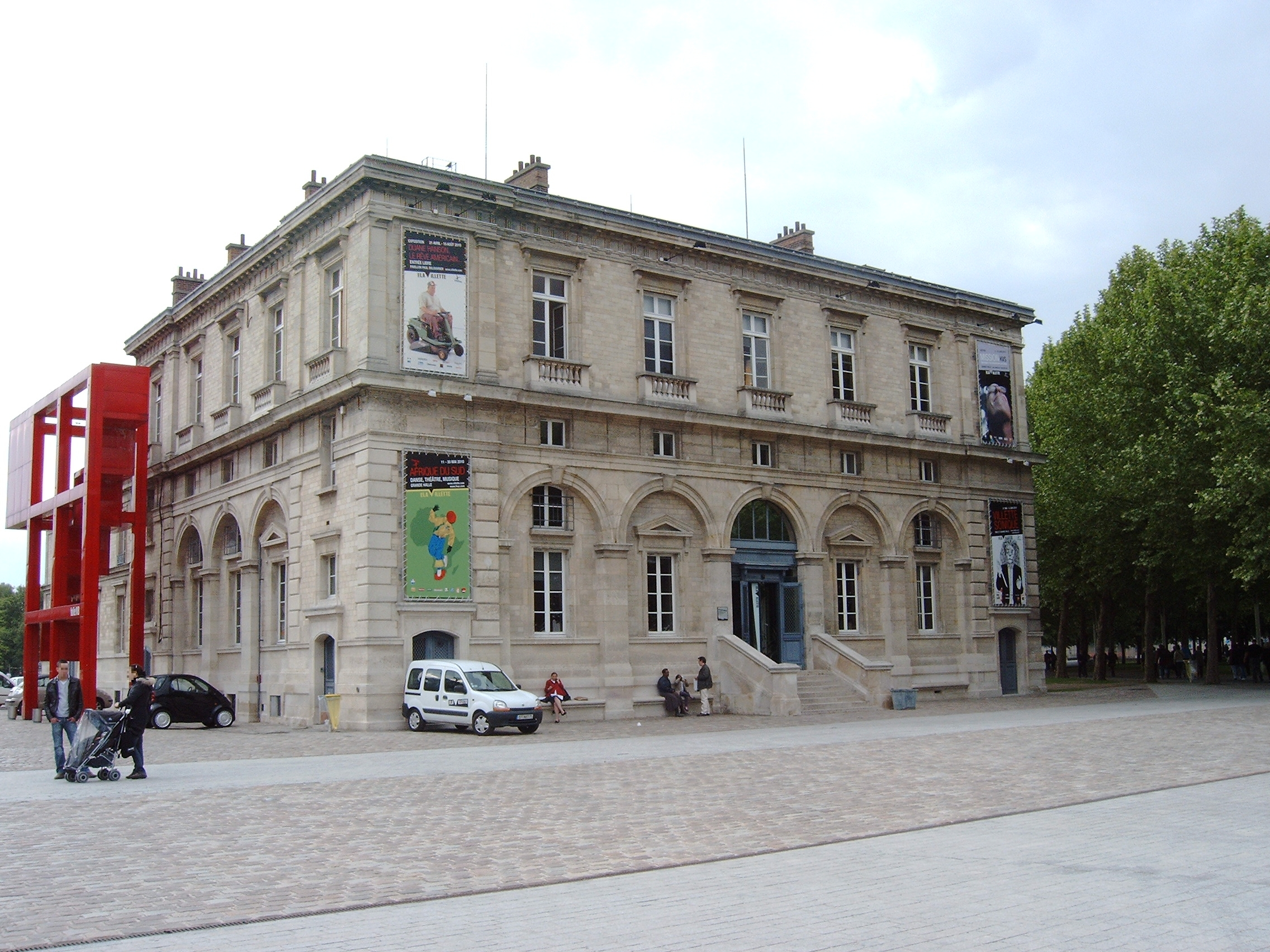
Pavillon Janvier
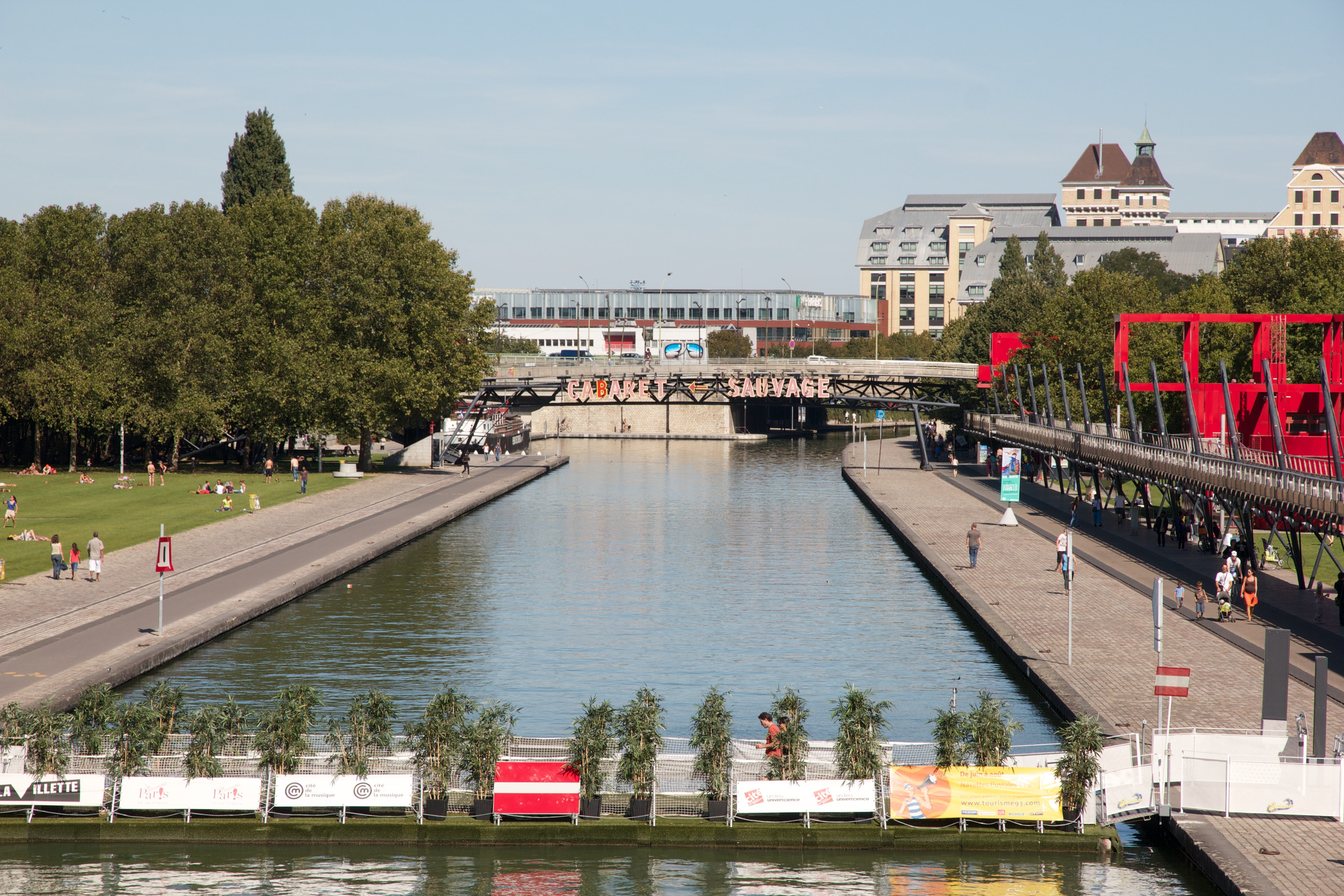
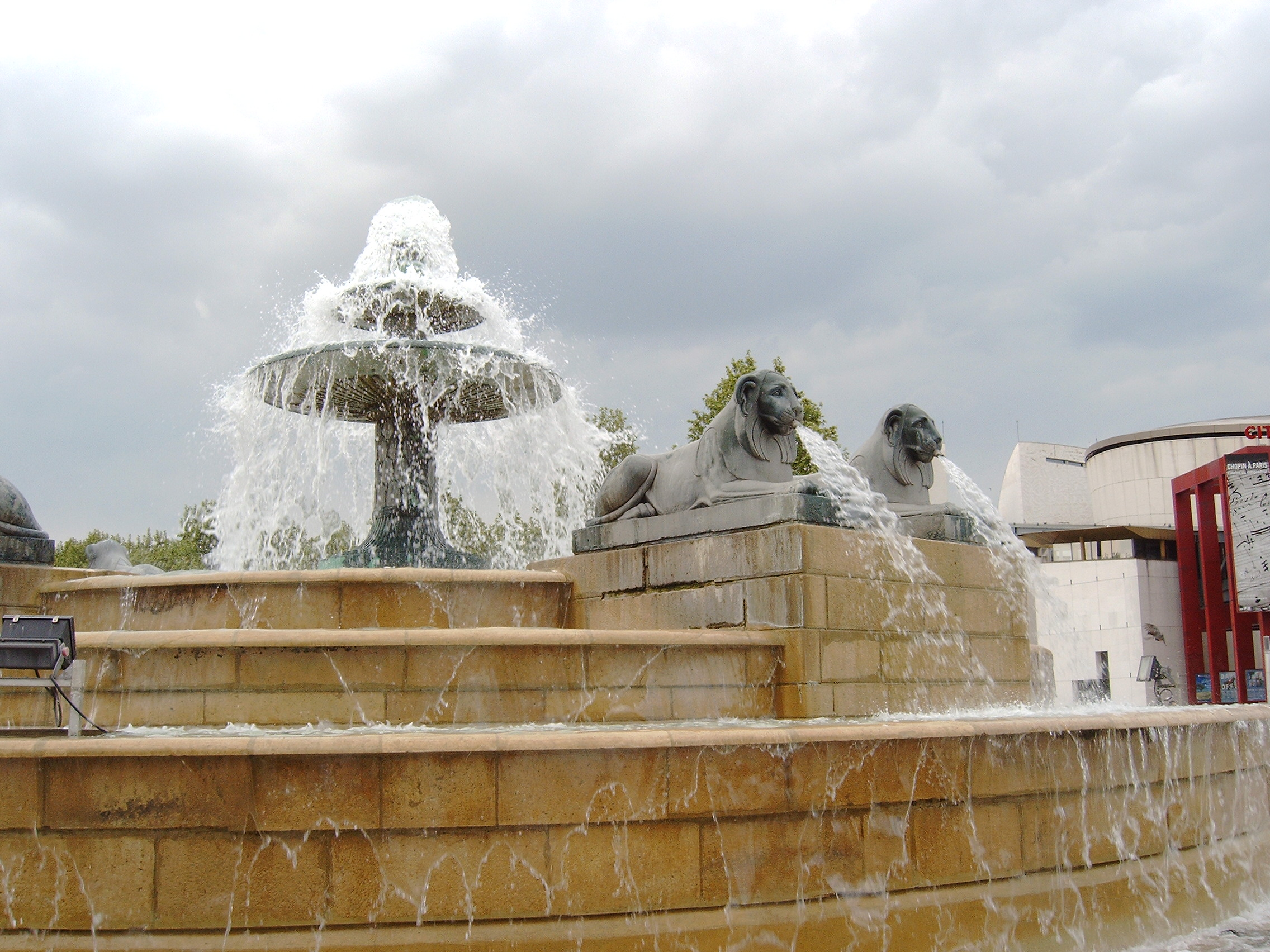
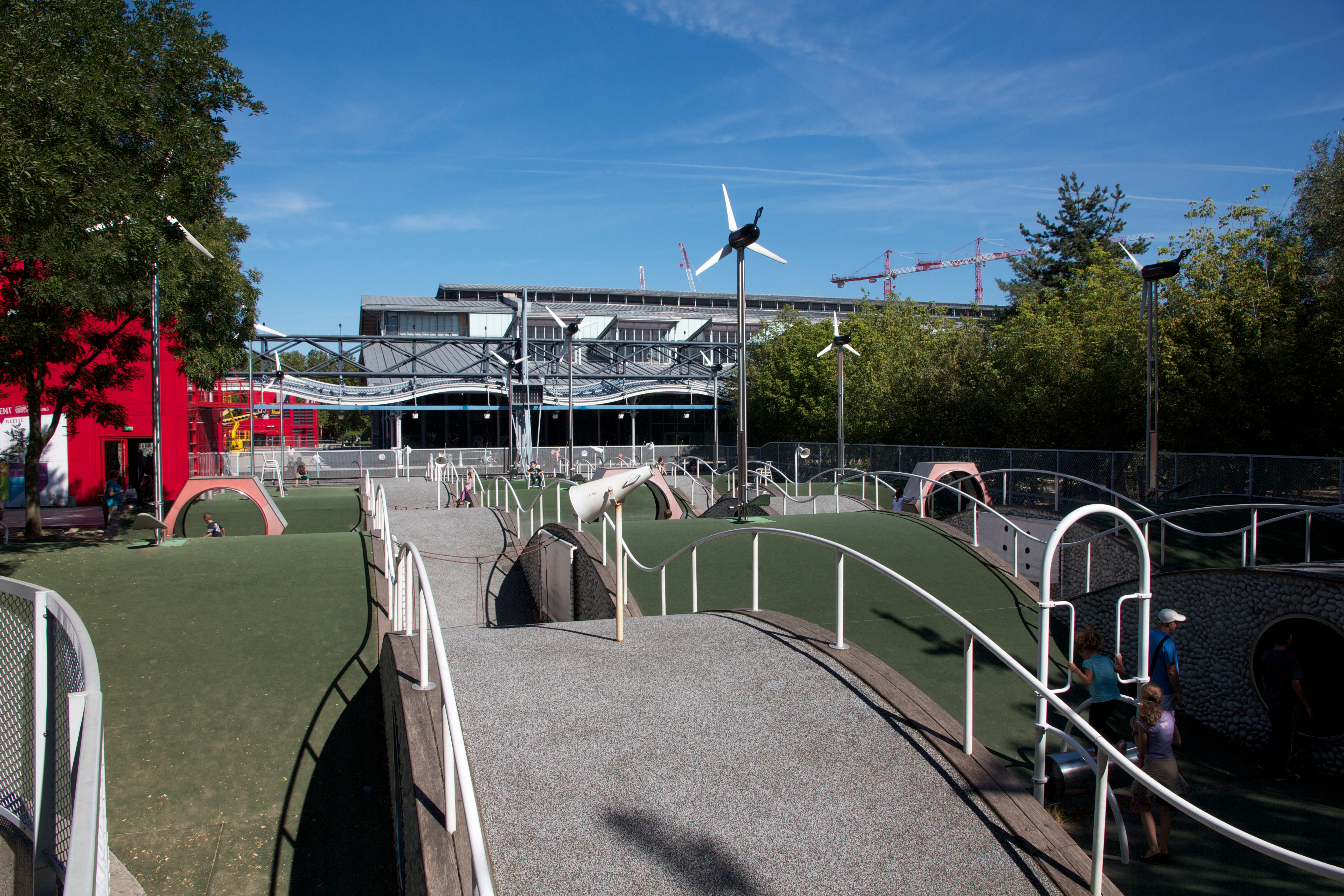